# Full HD
1080p, Full HD (на английски: full high definition – пълна висока разделителна способност) е формат, характеризиращ се с 1920 пиксела по широката страна и 1080 – по късата. За разлика от HD, тук има по-фина детайлност. На практика, ако зрителят е разположен по-близо до голям телевизионен екран, той няма да вижда отделните пиксели. Съдържанието може да се възпроизвежда с различна честота – 24 Hz (24 кадъра в секунда), както и 50 Hz и 60 Hz (напр. DVD).

## Стандарти на излъчване
Няма единен световен стандарт за цифрова телевизия, а очевидно няма и да има. Както при аналоговата телевизия (системите NTSC, PAL и SECAM), така и при цифровата телевизия в различните държави по света са приети различни стандарти. Трите най-разпространените и използвани стандарти са следните: DVB (Digital Video Broadcasting) – в Европа, Австралия и части от Азия, Южна Америка и Африка; ATSC (Advanced Television Systems Committee) – Северна Америка, Южна Корея и части от Централна Америка; ISDB (Integrated Services Digital Broadcasting) – Япония и Бразилия.

### DVB
При европейската система DVB, която се използва и в България, има няколко различни типа цифрови телевизии в зависимост от начина на пренасяне на телевизионните сигнали. Основните от тях са DVB-T (от Terrestrial – наземен) за наземно (ефирно) разпространявана цифрова телевизия, DVB-C (от Cable – кабелен) за кабелна цифрова телевизия и DVB-S (от Satellite – сателитен) за сателитна цифрова телевизия. Европейският стандартизиращ институт за телекомуникации ETSI (European Telecommunications Standartisation Institute) ги е превърнал в европейски норми още през 1994 година (DVB-C и DVB-S) и през 1996 година (DVB-T). В България вече се използват и трите типа цифрови телевизии, като перспективата е буквално в близките месеци и години употребата им рязко да нарасне. Непрекъснато се приемат чисто технологични корекции, като се появяват нови версии на гореспоменатите стандарти, например DVB-S2 за HD сигнали, както и стандарти за нови типове телевизия, например DVB-H за цифрова телевизия за мобилни телефони, но те все още не са широко разпространени, така че основните си остават трите изброени разновидности DVB-C, DVB-S и DVB-T.

### ATSC (Advanced Television Systems Committee)
Това е набор от стандарти, разработен от Комитета за напреднали телевизионни системи за дигитално излъчване чрез земни, кабелни и сателитни мрежи. ATSC е разработен още в началото на 1990 г. от консорциум (съставен от телекомуникационни компании и фирми, занимаващи се с електроника), познат като Grand Alliance, чиито спецификации понастоящем са известни с популярната абревиатура HDTV. Освен че ATSC възпроизвежда Full HD широкоекранна картина, стандартът е достатъчно гъвкав да позволява излъчването на по-ниски резолюции, всъщност до 6 стандартни „подканала“, използвайки единичен 6 MHz телевизионен канал.
Като стандарт на бъдещето, ATSC поддържа 5.1-канален съраунд звук, използвайки AC-3 формата на Dolby Digital. В много аспекти ATSC борави с патенти, включително с елементи на MPEG видеокодиране, AC-3 аудио кодиране и 8VSB модулация.
Дигиталният ATSC стандарт започна да измества аналоговия NTSC в САЩ през лятото на 2009 г., като миграцията стартира през 2011 в Канада, в края на 2015 г. – в Мексико, а до 2020 се очаква да покрие почти всички части от Северна и Южна Америка. Любопитно е, че ATSC е съвместим с европейските DVB-T (стандарта, който в България навлиза масово от 2013 г.) и ISDB-T.